# New Palestine (Indiana)
New Palestine es un pueblo ubicado en el condado de Hancock, en Indiana, Estados Unidos. Según el censo de 2020, tiene una población de 2744 habitantes.

## Geografía
La localidad está ubicada en las coordenadas 39°43′46″N 85°53′39″O / 39.72944, -85.89417 (39.729395, -85.894254). Según la Oficina del Censo de los Estados Unidos, New Palestine tiene una superficie total de 4.47 km², de la cual 4.45 km² corresponden a tierra firme y 0.02 km² es agua.

## Demografía
Según el censo de 2020, hay 2774 personas residiendo en New Palestine. La densidad de población es de 616,63 hab./km². El 93,62 % son blancos, el 0,55 % son afroamericanos, el 0,33 % son amerindios, el 0,58 % son asiáticos, el 0,07 % son de otras razas y el 4,85 % son de una mezcla de razas. Del total de la población, el 1,53 % son hispanos o latinos de cualquier raza.